# میسون هافنبرگ

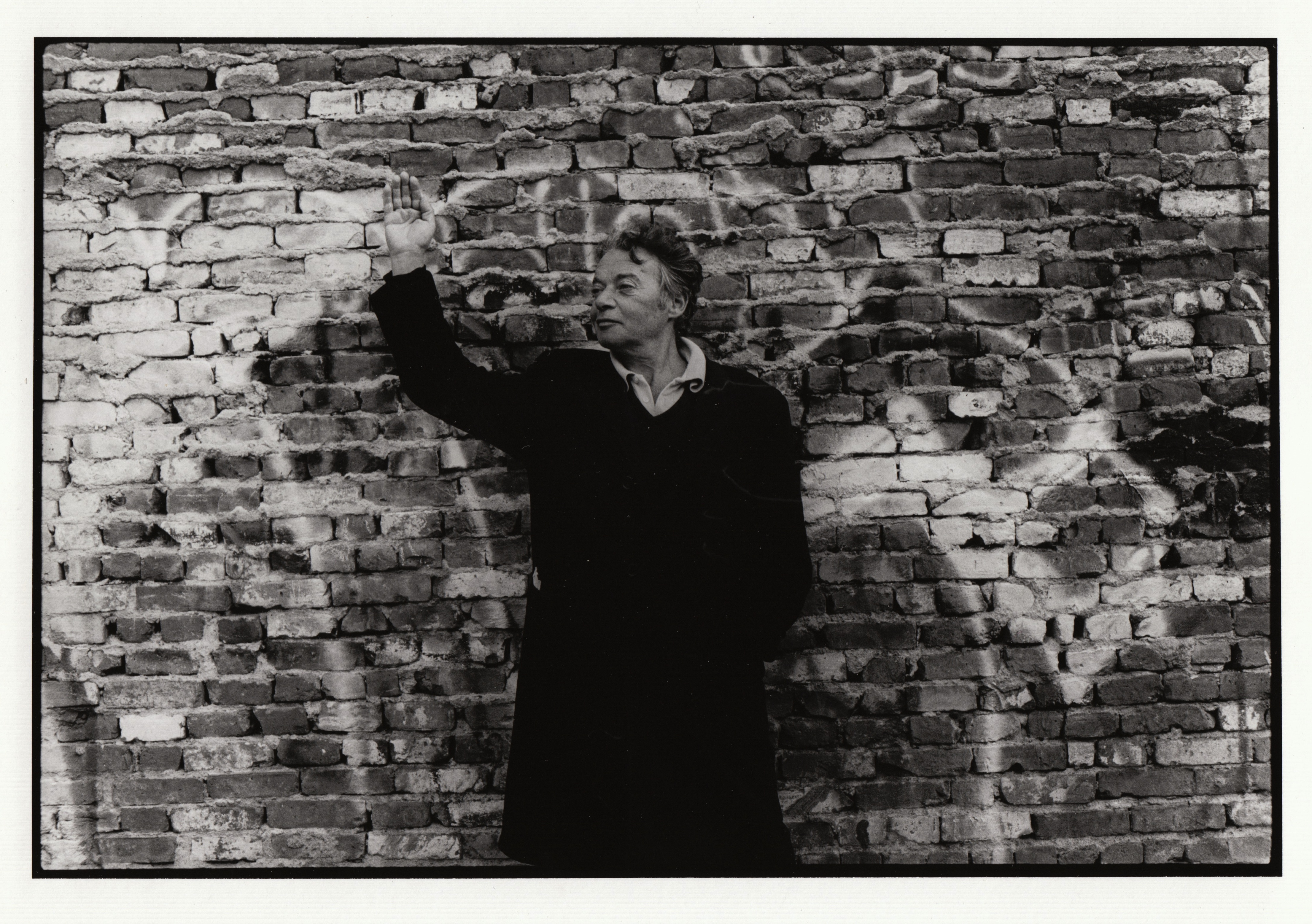

میسون کاس هافنبرگ (دسامبر ۱۹۲۲ – ۱ ژوئن ۱۹۸۶) نویسنده آمریکایی بود که بیشتر به خاطر نوشتن رمان طنز «آب‌نبات» با همکاری تری ساوترن شناخته می‌شود.

## زندگی
هافنبرگ در شهر نیویورک در یک خانواده ثروتمند یهودی متولد شد. پدرش، ایزیدور هافنبرگ، یک تاجر خودساخته موفق بود. او به یک آکادمی نظامی فرستاده شد، اما آنجا را ترک کرد، اما بعداً در کالج اولیوت تحصیل کرد.
او در ۱ ژوئن ۱۹۸۶ بر اثر سرطان ریه در بیمارستان لنوکس هیل در شهر نیویورک درگذشت. 